# 치아구 엔히크 두 이스피리투 산투
치아구 엔히크 두 이스피리투 산투(포르투갈어: Thiago Henrique do Espirito Santo, 1995년 8월 15일 ~ )는 브라질의 축구 선수이다. 2022년 현재 안산 그리너스 FC 소속 선수로 활동하고 있다.

## 참고 문헌
- “치아구 엔히크 두 이스피리투 산투”. 《사커웨이》.